# Xã Walnut, Quận Bureau, Illinois
Xã Walnut (tiếng Anh: Walnut Township) là một xã thuộc quận Bureau, tiểu bang Illinois, Hoa Kỳ. Năm 2010, dân số của xã này là 1.752 người.